# Nikolaus von Luckner

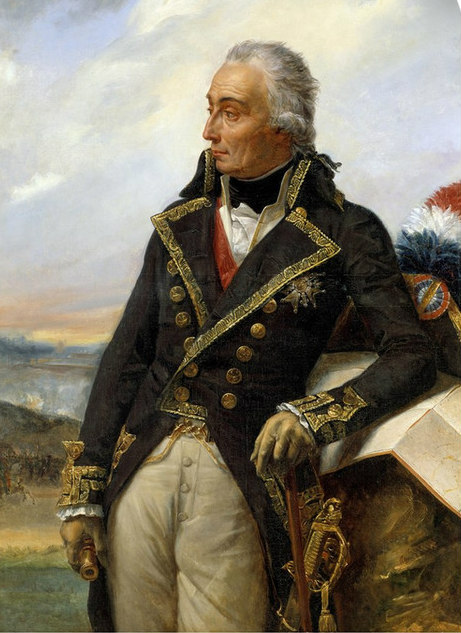
Nikolaus Graf Luckner, idealisierend in kleiner Generalsuniform von 1791, Auguste Couder, 1834

Johann Nikolaus Graf Luckner, französisch Nicolas Luckner (* 12. Januar 1722 in Cham in der Oberpfalz; † 4. Januar 1794 in Paris) war ein deutscher Offizier in bayerischen, niederländischen, hannoverschen und französischen Diensten, zuletzt Marschall von Frankreich. Er ist der Urgroßvater des deutschen Seeoffiziers und Schriftstellers Felix Graf von Luckner.

## Herkunft

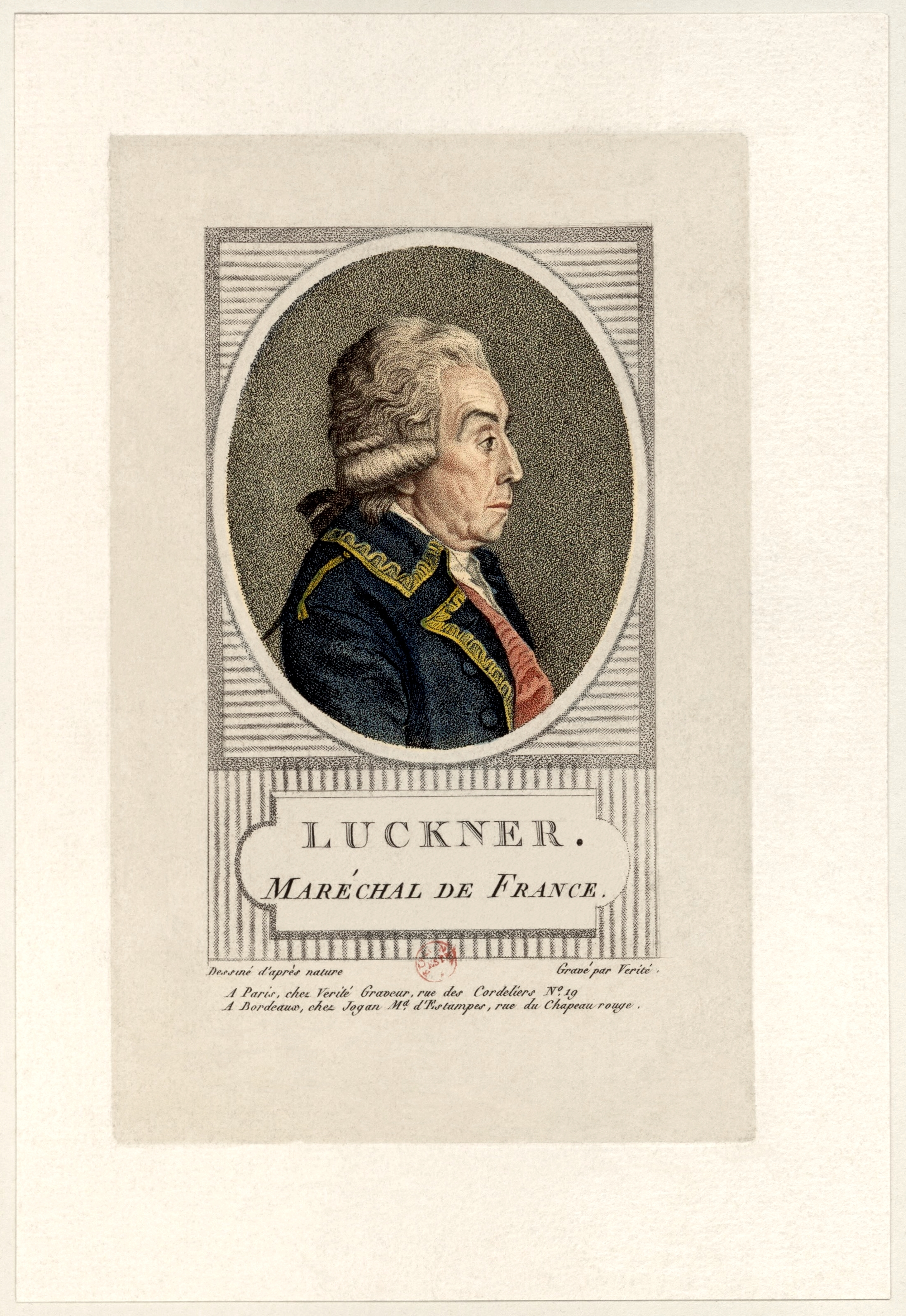
Luckner, 1792

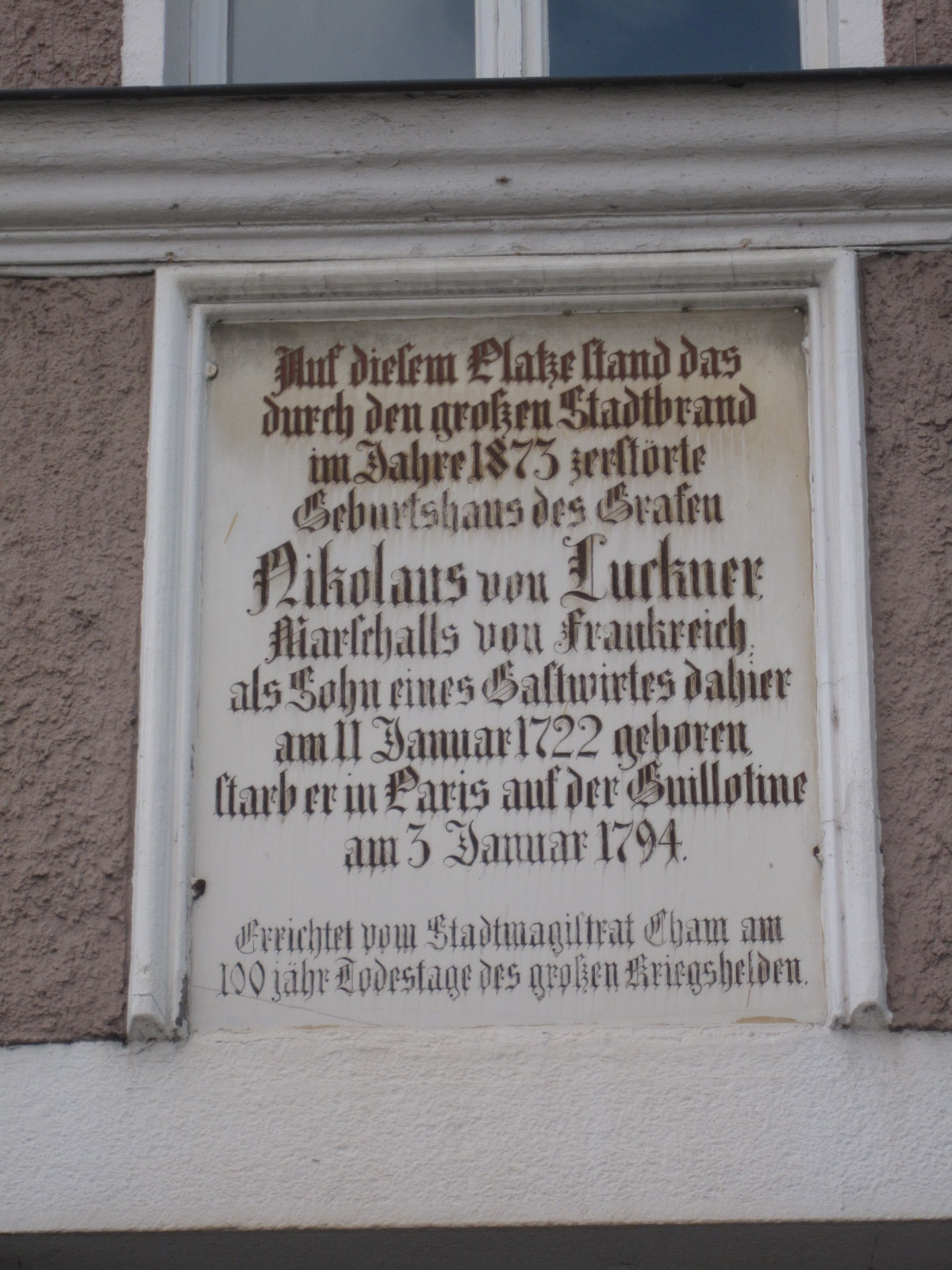
Cham, Straubinger Str. 2, Lucknerhaus: Gedenktafel

Luckner war der Sohn bürgerlicher Eltern. Sein Vater war der Chamer Gastwirt, Bierbrauer und Hopfenhändler Samuel Luckner, seine Mutter eine geborene Billich aus Kötzting. Nach dem frühen Tod seines Vaters verließ seine Mutter mit ihm und seinen Geschwistern das elterliche Wirtshaus Zur Gans 1730 und zog zu ihrer Mutter nach Kötzting, wo Luckner seine Kinder- und Jugendjahre verbrachte. Er besuchte das Jesuitenkolleg Passau und trat 1741 in die bayerische Armee ein. Im selben Jahr wurde er Kadett im Infanterieregiment Morawitzky. Er selbst behauptete zu Lebzeiten, bereits 1737 in den Militärdienst getreten zu sein und gegen die Türken gekämpft zu haben, was aber anhand verschiedener Quellen widerlegt werden konnte.

## Früher Kriegsruhm

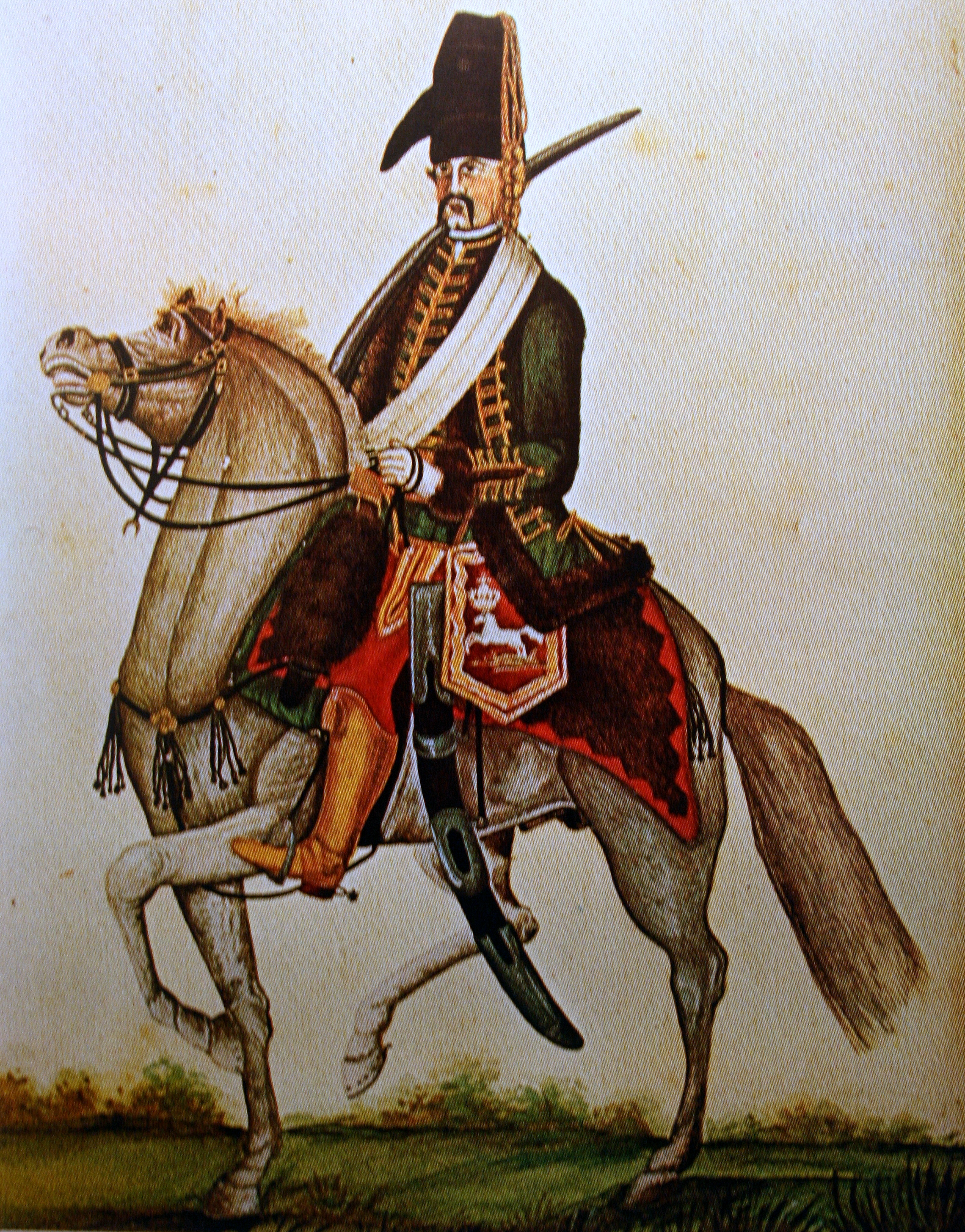
Lucknersches Husarenkorps im Siebenjährigen Krieg – frühe Uniform (zeitgenössische Darstellung im Gmundener Prachtwerk)

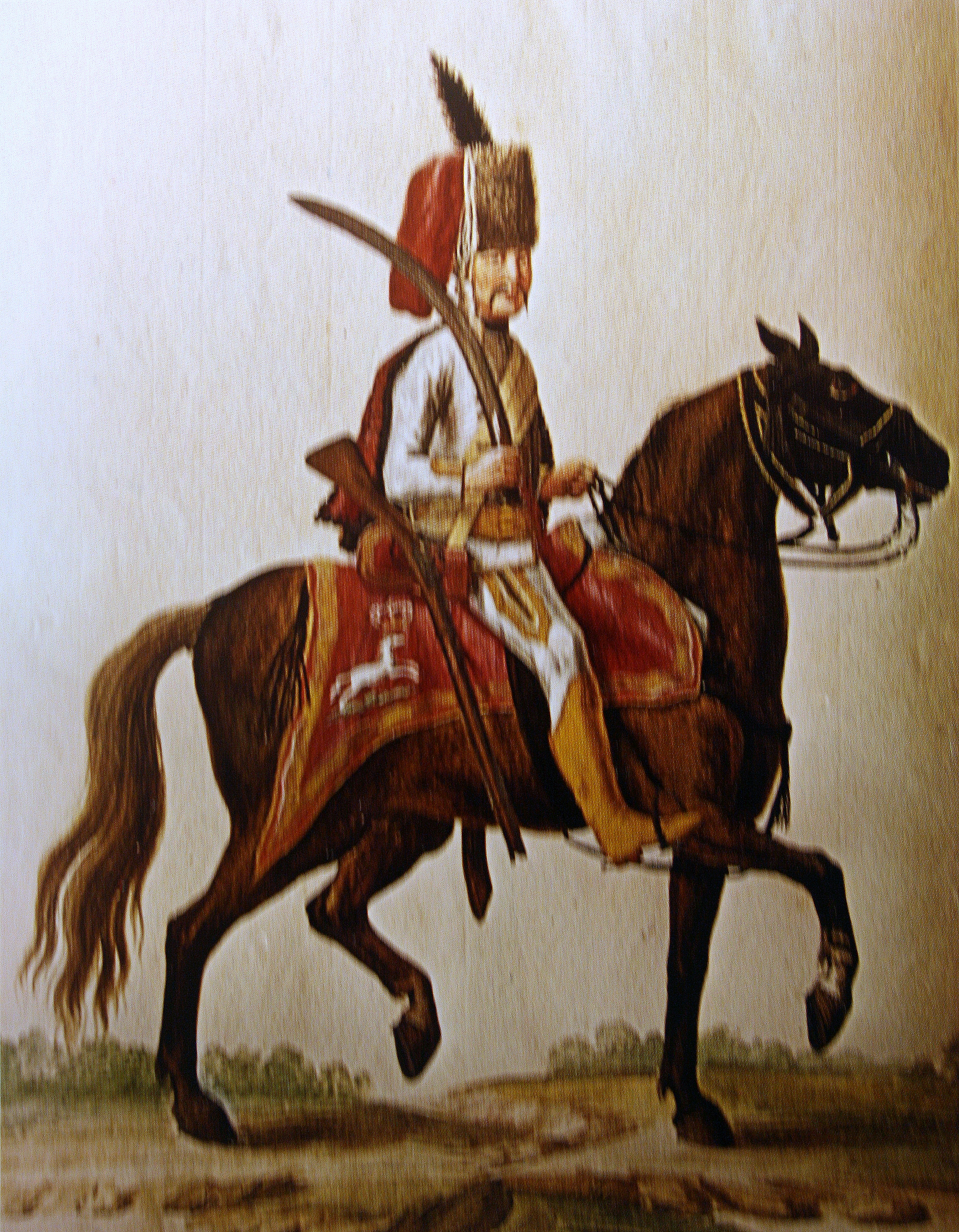
Das Regiment mit der späteren Uniform

Während des Österreichischen Erbfolgekrieges machte er als Husar durch einen Ausfall aus dem belagerten Straubing erstmals auf sich aufmerksam. Er nahm am böhmischen Feldzug Karl Albrechts teil, von dem er 1743 als Premierleutnant der Grenadiere zurückkehrte. Er schloss sich nun dem Freikorps des Johann Michael Gschray in Deggendorf an. 1745 stieß er wieder zu seinem alten Regiment und wurde 23-jährig Kapitänleutnant (Hauptmann). 
Da der Österreichische Erbfolgekrieg inzwischen beendet war, ging Luckner mit dem bayerischen Husarenregiment Frangipani nach Holland und trat mit seinem Regiment in den Sold der Niederlande. Nach seiner Heirat mit der begüterten Niederländerin de Cypres und Auflösung des Regiments lebte er als verabschiedeter Major auf seinen Gütern in Holstein.
Bei Ausbruch des Siebenjährigen Krieges trat er als Major 1757 in hannoversche Dienste. Luckner begann als Befehlshaber eines Husarenkorps von 54 Mann. Er zeichnete sich namentlich bei Krefeld, Marburg, Eisenach, Göttingen, Hameln, Kassel und Northeim gegen die Franzosen aus und führte mit seinen Husaren eine Art Partisanenkrieg im Rücken des Feindes. Er war erfolgreich im Zerstören von Nachschubkolonnen und bei nächtlichen Überfällen. Im August 1759 erbeutete er das Portefeuille des französischen Marschalls mit geheimen Anweisungen des Kriegsministeriums. Im selben Jahr wurde er zum Oberst befördert.
1761 verfügte der inzwischen zum Generalleutnant aufgestiegene Luckner über ein Regiment und besaß einen legendären Ruf. Als bei Kriegsende sein Regiment aufgelöst wurde, warf er vor dem versammelten Offizierskorps seinen mit allen Orden behängten Generalsmantel in das Kaminfeuer und bat um seine Entlassung. Nun bewarben sich Russland und Frankreich um ihn, und er trat gegen ein Jahresgehalt von 30.000 Livres 1763 als General in französische Dienste. Luckner wurde 1778 vom dänischen König in den Freiherrenstand aufgenommen und 1784 zum erblichen Grafen erhoben. Da jahrelang Friede herrschte, verbrachte er die meiste Zeit auf seinen ausgedehnten Gütern in Holstein.

## Marschall von Frankreich
Nach dem Ausbruch der Revolution trat er 1790 in die Dienste der Nationalversammlung. Am 28. Dezember 1791 wurde er zum Marschall von Frankreich ernannt, 1792 übergab man ihm den Oberbefehl über die Rheinarmee. In dieser Eigenschaft wurde ihm zu Ehren am 26. April 1792 das später als französische Nationalhymne Marseillaise bekannt gewordene Kriegslied der Rheinarmee von Rouget de Lisle komponiert.
In Straßburg sammelte der inzwischen 70-Jährige seine Armee, brachte aber kaum 25.000 Mann zusammen. Er rückte damit nach Norden vor, überschritt die belgische Grenze, und es gelang ihm, die Österreicher zurückzudrängen. Danach wurde er zum Befehlshaber der Nordarmee ernannt und nahm die Städte Menen und Kortrijk ein. Er erhielt nach der Flucht Lafayettes (August 1792) den Titel eines Generalissimus mit dem Auftrag, in der Gegend von Châlons-sur-Marne ein neues Reserveheer zu bilden.
Hier kamen im Laufe der Zeit etwa 60.000 junge Bauernburschen ohne Waffen zusammen, und Luckner zeigte ihnen gegenüber einen solchen Mangel an Energie, dass ihm der Konvent den Colonel Choderlos de Laclos an die Seite setzte. Luckner bat daraufhin um seine Entlassung, welche die Regierung im Januar 1793 mit vollen Bezügen bewilligte.

## Verurteilung und Hinrichtung

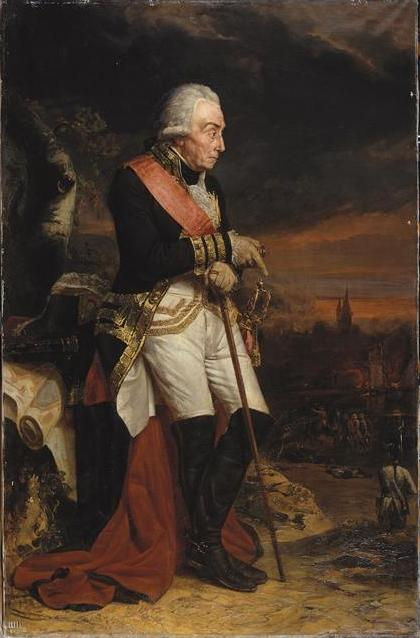
Luckner, posthumes Porträt (1834)

Da ihm seine Pension nicht ausbezahlt wurde, ging er nach Paris, um sich zu beschweren, obwohl dort gerade die Schreckensherrschaft wütete. Luckner wurde auf eine (angebliche) Denunziation des Prinzen Carl von Hessen hin verhaftet und stand am 3. Januar 1794 vor dem Revolutionstribunal. Fouquier-Tinville stellte ihn als vorsichtigen, aber hartnäckigen Royalisten dar und warf ihm vor, als Marschall von Frankreich ohne erkennbaren Grund gewonnene Positionen wieder aufgegeben zu haben. Nach kurzer Beratung wurde er zum Tod durch das Fallbeil verurteilt und am 4. Januar 1794 guillotiniert.
Bereits ein Jahr später rehabilitierte der Nationalkonvent Marschall Luckner. Seinem ältesten Sohn Nikolaus Graf von Luckner (1750–1824) wurden der Marschallstab mit Bestallungsurkunde sowie die zurückbehaltenen Gelder ausgehändigt. Diese Erinnerungsstücke blieben bis 1967 im Familienbesitz und befinden sich heute im Armeemuseum von Paris.

## Orden und Auszeichnungen
|             | 1763 | Russischer Sankt-Annen Orden                                            |
| 29. Februar | 1768 | Ritterkreuz des Mérite Militaire                                        |
| 7. Juni     | 1777 | Polnischer Weißer Adlerorden                                            |
| 7. März     | 1792 | Großkreuz des Sankt-Ludwig-Ordens (3e dégré de la décoration militaire) |

Sein Name ist am Triumphbogen in Paris in der 3. Spalte eingetragen.

## Trivia
Zu Ehren des berühmten Sohnes der Stadt spielt das Glockenspiel am Rathausfirst von Cham jeden Mittag um 12:05 Uhr die Luckner gewidmete Marseillaise.
Die Lucknerstraße und der Graf-Luckner-Platz in Cham (Oberpfalz) sind nach ihm benannt.